# サンダーガルチ
サンダーガルチ（Thunder Gulch、1992年 - 2018年）はアメリカの競走馬である。1995年のアメリカ二冠馬。種牡馬としても活躍している。半弟に日本のダート戦線で活躍したバトルライン（父オジジアン）がいる。

## 戦績
1993年のキーンランドジュライセールイヤリングで4万ドルで落札される。
1994年9月のメイドン（未勝利戦）で競走馬としてデビューして3着、続く2戦目で初勝利を挙げた。重賞2戦で2着、4着に入ったあと、クールモアスタッドの共同経営者の1人であるマイケル・テイバーに売却され、ウェイン・ルーカス調教師が新たに管理することとなる。新しい馬主と調教師のもとでの初戦となったG2レムゼンステークスで初重賞勝利を飾った。次走G1ハリウッドフューチュリティでは2着に敗れ、その年を終えた。
3歳となった1995年は充実期を迎え、G2ファウンテンオブユースステークスを勝った後、G1フロリダダービーを制してG1初制覇を飾った。だが、ケンタッキーダービーの前哨戦となったG2ブルーグラスステークスで格下相手に4着と敗れると評価が急落し、本番のケンタッキーダービーではG1競走優勝馬にもかかわらず単勝11番人気とかなりの低評価が下された。だがそういった低評価を覆し、エクリプス賞最優秀2歳牡馬を受賞したティンバーカントリー以下を2馬身4分の1の着差で完封して優勝した。
次走プリークネスステークスはティンバーカントリーに雪辱を許して3着に敗れたが、三冠最終戦のベルモントステークスではティンバーカントリーが熱発で回避したこともあって単勝1番人気に支持され、これを2馬身差で勝利、二冠を手にした。
このあとG2スワップスステークス、G1トラヴァーズステークス、ケンタッキーカップクラシックハンデキャップと3連勝。そして次走ジョッキークラブゴールドカップでは当時10連勝中の古馬シガーとの初対決を迎えたが、まったく勝負にならずシガーの11連勝を尻目に11馬身差の5着と惨敗した。さらにその競走後に骨折が判明したため、そのまま引退することになった。年末にはエクリプス賞最優秀3歳牡馬のタイトルを獲得した。二冠含むG1競走4勝と本来なら年度代表馬に選出されてもなんら不思議のない成績だが、この年は自身も敗れたシガーがG1競走8勝含む10戦10勝と完璧な成績を収めていたため受賞を逃している。

### 年度別競走成績
- 1994年（6戦2勝）
  - レムゼンステークス (G2)
- 1995年（10戦7勝）
  - フロリダダービー (G1) 、ケンタッキーダービー (G1) 、ベルモントステークス (G1) 、トラヴァーズステークス (G1) 、ファウンテンオブユースステークス (G2) 、スワップスステークス (G2)

## 種牡馬時代
1996年にクールモア傘下のアッシュフォードスタッドで種牡馬入り。初年度の種付料は4万ドルと高い期待を受けた。1999年にデビューした初年度産駒からG1競走優勝馬を輩出。2世代目にはプリークネスステークスとベルモントステークスで二冠を獲得するなどG1競走6勝を挙げた、2001年エクリプス賞年度代表馬および最優秀3歳牡馬のポイントギヴンというチャンピオンホースを出した。その活躍などにより、同年の北米リーディングサイアーとなり、翌2002年の種付料は8万ドルまで上昇した。その後もステークス競走優勝馬を続々と輩出し、種牡馬としても成功を収めた。母の父としてもブリーダーズカップ・クラシック勝ち馬バイエルンなどを出している。
2015年1月29日に種牡馬引退が発表された。その時点での産駒成績は2382頭が誕生して1901頭がデビュー、1273頭が勝ち上がり、勝ち上がり率は約67％。ステークスウィナーは96頭もしくは97頭を数え、産駒による総獲得賞金は9048万64ドルだった。
日本では1999年にリース種牡馬としてイーストスタッドで供用された。その際の産駒から目立った活躍馬は出なかったが、2007年に持込馬のイイデケンシンが全日本2歳優駿に勝利し、日本での初重賞制覇となった。
2018年3月19日、老衰により死去。26歳没。

### 主な産駒
- 1997年産
  - スペイン（ブリーダーズカップ・ディスタフ、ラブレアステークス）
  - テンペストモーン（アンセットオーストラリアステークス、オーストラレシアンオークス）
  - ショットオブサンダー（トゥラークハンデキャップ）
- 1998年産
  - ポイントギヴン（ハリウッドフューチュリティ、サンタアニタダービー、プリークネスステークス、ベルモントステークス、ハスケルインビテーショナルステークス、トラヴァーズステークス）
  - トゥイードサイド（コーチングクラブアメリカンオークス）
  - トゥリーサンダー（オーストラレシアンオークス）
- 2002年産
  - センスオブスタイル（メイトロンステークス、スピナウェイステークス）
- 2003年産
  - バランス（ラスヴァージネスステークス、サンタアニタオークス、サンタマルガリータインビテーショナルハンデキャップ）
- 2004年産
  - サーキュラーキー（ホープフルステークス）
- 2005年産
  - イイデケンシン（全日本2歳優駿、瀬戸内賞、笠松グランプリ、スプリント）
- 2007年産
  - ショットガンガルチ（ヴァイネリーマディソンステークス）
- 2008年産
  - ジェイビーズサンダー （ブリーダーズフューチュリティステークス）

### 母の父としての主な産駒
- 2005年産
  - ピイラニハイウェイ（佐賀記念、浦和記念）
- 2007年産
  - パッションフォーゴールド（クリテリウムドサンクルー）
  - エーシンヴァーゴウ（セントウルステークス、アイビスサマーダッシュ）
- 2008年産
  - スタービリング （メートリアークステークス）
- 2010年産
  - ムシャウィッシュ（ガルフストリームパークターフハンデキャップ、ドンハンデキャップ）
- 2011年産
  - バイエルン（ブリーダーズカップクラシック、ハスケル招待ステークス）
- 2012年産
  - プリースコック（愛1000ギニー、ヨークシャーオークス）
  - ラブリーマリア（ケンタッキーオークス、アッシュランドステークス）
- 2014年産
  - サンライズノヴァ（マイルチャンピオンシップ南部杯、ユニコーンステークス、武蔵野ステークス2回、プロキオンステークス）
- 2019年産
  - クラシックコーズウェイ（ベルモントダービー）
- 2020年産
  - ミトノオー（2023年兵庫チャンピオンシップ）[6]

## 血統表
| サンダーガルチの血統（ミスタープロスペクター系 / Native Dancer 4×5=9.38%） | サンダーガルチの血統（ミスタープロスペクター系 / Native Dancer 4×5=9.38%） | サンダーガルチの血統（ミスタープロスペクター系 / Native Dancer 4×5=9.38%） | （血統表の出典）   | （血統表の出典） |
| 父 Gulch 1984 鹿毛                                                         | 父の父Mr. Prospector 1970 鹿毛                                             | Raise a Native                                                             | Native Dancer      | Native Dancer    |
| 父 Gulch 1984 鹿毛                                                         | 父の父Mr. Prospector 1970 鹿毛                                             | Raise a Native                                                             | Raise You          |                  |
| 父 Gulch 1984 鹿毛                                                         | 父の父Mr. Prospector 1970 鹿毛                                             | Gold Digger                                                                | Nashua             | Nashua           |
| 父 Gulch 1984 鹿毛                                                         | 父の父Mr. Prospector 1970 鹿毛                                             | Gold Digger                                                                | Sequence           |                  |
| 父 Gulch 1984 鹿毛                                                         | 父の母Jameela 1976 黒鹿毛                                                  | Rambunctious                                                               | Rasper             | Rasper           |
| 父 Gulch 1984 鹿毛                                                         | 父の母Jameela 1976 黒鹿毛                                                  | Rambunctious                                                               | Danae              |                  |
| 父 Gulch 1984 鹿毛                                                         | 父の母Jameela 1976 黒鹿毛                                                  | Asbury Mary                                                                | Seven Corners      | Seven Corners    |
| 父 Gulch 1984 鹿毛                                                         | 父の母Jameela 1976 黒鹿毛                                                  | Asbury Mary                                                                | Snow Flyer         |                  |
| 母 Line of Thunder 1987 鹿毛                                               | 母の父Storm Bird 1978 鹿毛                                                 | Northern Dancer                                                            | Nearctic           | Nearctic         |
| 母 Line of Thunder 1987 鹿毛                                               | 母の父Storm Bird 1978 鹿毛                                                 | Northern Dancer                                                            | Natalma            |                  |
| 母 Line of Thunder 1987 鹿毛                                               | 母の父Storm Bird 1978 鹿毛                                                 | South Ocean                                                                | New Providence     | New Providence   |
| 母 Line of Thunder 1987 鹿毛                                               | 母の父Storm Bird 1978 鹿毛                                                 | South Ocean                                                                | Shining Sun        |                  |
| 母 Line of Thunder 1987 鹿毛                                               | 母の母Shoot a Line 1977 鹿毛                                               | High Line                                                                  | *High Hat          | *High Hat        |
| 母 Line of Thunder 1987 鹿毛                                               | 母の母Shoot a Line 1977 鹿毛                                               | High Line                                                                  | Time Call          |                  |
| 母 Line of Thunder 1987 鹿毛                                               | 母の母Shoot a Line 1977 鹿毛                                               | Death Ray                                                                  | Temerlane          | Temerlane        |
| 母 Line of Thunder 1987 鹿毛                                               | 母の母Shoot a Line 1977 鹿毛                                               | Death Ray                                                                  | Luminant F-No.11-d |                  |

- 母Line of Thunderはチェヴァリーパークステークス2着。サンダーガルチと2000年生まれの全弟以外の産駒はすべて日本に輸入されているが、前述のバトルライン以外に特筆すべき産駒はいない。
- 祖母Shoot a Lineはアイリッシュオークス、ヨークシャーオークス勝ち馬で1980年英愛最優秀3歳牝馬。産駒はすべて牝馬で、そのうち4頭が繁殖牝馬として日本に輸入された。その曾孫（輸入された産駒ザスキートの孫）に中京記念連覇のフラガラッハ。